# Torre d'en Pega
La torre d'en Pega  o castell de Riells és una casa forta medieval les restes de la qual es troben al límit del terme de Riells a l'extrem dels camps del mas can Pega, dins d'un bosc d'alzines. Es bastí com a fortalesa menor a 3 km del Castell de Montsoriu per a defensa de la vall de Breda i Riells. És una obra declarada bé cultural d'interès nacional.

## Història
La Torre d'en Pega formava part del sistema defensiu del castell de Montsoriu, juntament amb la Torre de les Bruixes, la Torre de la Mora, la Torre de Grions, la Torre de Vilarmau i la Torre de Montfort. L'any 1038 en un escrit de donacions de terres i alous que Guerau I de Cabrera i Ermessenda de Montsoriu atorguen per la fundació del monestir de Sant Salvador de Breda se cita l'alou de Busquets, («alodium quod habemus vel tenemus in Busqueths...») que és l'actual Torre d'en Pega.
L'any 1334 es ven un terreny que és part de les propietats de la casa forta de Busquets. El venedor i signant del document és el vescomte de Cabrera, Bernat II. És esmentada en documents de l'any 1358 en què es parla del senyor de Busquets com a cavaller que sustenta també el càrrec de sots-castellà del castell de Montsoriu. El 1419 pertanyia als vescomtes de Cabrera segons consta en la documentació del vescomtat de Cabrera.
En època baix medieval, moltes d'aquestes cases fortes que foren residència de cavallers es transformaren en masies i perderen la seva funció militar i de control del territori. Aquest fou el principi de la seva fi i així devia succeir també amb la Torre d'en Pega o de Busquets que desapareix de la documentació del vescomtat de Cabrera del segle xvi. Segurament seria abandonada de forma paral·lela al tancament del castell de Montsoriu, entre finals del segle xvi i mitjans del XVII.

## Arquitectura
Actualment es poden observar bastants fragments dels murs de tramuntana i llevant. Era una torre de base quadrada d'uns 20 metres de costat. La superfície edificada era d'uns 400 m². Els murs feien uns 105 cm de gruix. A la planta nord s'observa que hi havia una planta baixa, un primer pis i a damunt encara un segon pis. S'observen en els dos pisos inferiors un seguit d'espitlleres que a la planta baixa tenen unes mides de 80 x 40 cm, separades entre si poc més d'1 metre. Al mur de tramuntana n'hi ha nou a nivell inferior. Al mur oriental n'hi ha unes set en cada un dels pisos. Els murs són formats per carreus poc treballats però formant filades ordenades units amb argamassa.
La torre d'en Pega, on devia viure un cavaller, a l'edat mitjana restava integrada en el seu entorn agrícola i tenia una posició evidentment dominant. Es pot datar del segle xii o XIII.